# Chen He
Dans ce nom chinois, le nom de famille, Chen, précède le nom personnel.
Chen He (chinois traditionnel : 陈赫), aussi appelé Michael Chen, est un acteur chinois, né le 9 novembre 1985 dans le district de Changle.
Chen est connu pour avoir joué Zeng Xiaoxian dans la série télévisée iPartment (en) (2009-2020).
Il est le neveu (ou cousin) du réalisateur Chen Kaige.
En Chine, son compte TikTok est le plus suivi de la plate-forme.